# Kaštel Pazin
Kaštel Pazin ili Pazinska utvrda (njem.: Burg Mitterburg, tal.: Castello di Montecuccoli), srednjovjekovna utvrda na rubu strme litice Pazinske jame u gradu Pazinu, Istarska županija, Hrvatska. Dobivši svoj konačan izgled obnovom u 19. stoljeću i nalazeći se i danas u dobro očuvanom stanju, predstavlja najveću fortifikacijsku građevinu u najzapadnijoj hrvatskoj županiji.
U tlocrtu je oblika nepravilnog pravokutnika, koji omeđuje unutrašnje dvorište. Prvobitna utvrda bila je snažna konstrukcija sa zidinama i kulama, s prvenstvenom namjenom zaštite njenih stanovnika od napada neprijatelja. Kasnije je izvršeno niz rekonstrukcija, dogradnji i adaptacija, ovisno o stradanjima i oštećenjima prigodom topničkih napada, odnosno o potrebama komfornijeg stanovanja. Smanjenjem ratnih opasnosti tijekom stoljećâ, izdignute kule (osobito dominantna visoka četverokutna branič-kula) koje su postojale još krajem 17. stoljeća, u 18. su stoljeću spuštene na razinu ostalih zidina, odnosno krovova, dio mašikula (puškarnica) je zazidan, na parapetima su otvoreni prozorski otvori, te izvršene druge preinake.
Impozantna debljina zidina (između 80–380 cm) davala je sigurnost žiteljima unutar kaštela, i premda mnogo puta u svojoj tisućljetnoj povijesti izložen napadima, osvojen je samo jedanput, i to 1508. godine (pri čemu je topovskim kuglama mletačkih osvajača bio znatno oštećen), a i tada je već sljedeće godine vojnom akcijom vraćen pod habsburšku vlast. Pod zidinama se postupno razvijalo podgrađe u kojem su obitavali trgovci, obrtnici i drugo lokalno i pridošlo stanovništvo.

## Povijesni pregled
Pazinska je utvrda prvi put spomenuta kao Castrum Pisinum u pisanoj povelji cara Svetog Rimskog Carstva Otona II. datiranoj 7. lipnja 983. godine, kojom potonji potvrđuje raniju darovnicu iz 931. g. dodijeljenu porečkom biskupu. U 12. stoljeću je porečki biskup ustupio kaštel njemačkom plemiću Meinhardu od Schwarzenburga. Nešto kasnije njegovi su vlasnici bili Meinhard I., grof gorički, a zatim Meinhard, istarski markgrof, i njegovi potomci.
Godine 1374., kada je umro Albert IV., gorički markgrof, nasljednim ugovorom prelazi u ruke obitelji Habsburg te ostaje pod njihovom vlašću sljedećih stoljeća. Habsburgovci su ga davali u zakup mnogim svojim vazalima, među kojima članovima obitelji Auersperg, Barbo, Della Torre, Devinski, Durr (Dürrer), Eggenberg, Flangini, Fugger, Khevenhüller, Mosconi, Swetkowitz, Turinetti de Prie i Walsee.
Cijelo to vrijeme u kaštelu je bilo upravno sjedište Pazinske, odnosno Istarske knežije, koja je graničila s mletačkim posjedima u zapadnoj i južnoj Istri, te bila stalno izložena teritorijalnim posezanjima Venecije. Stoga je unutar kaštelskih zidina, osobito za vrijeme ratova, postojala znatna vojna posada, a cijelim kompleksom upravljali su plemićki namjesnici, kapetani ili kaštelani, jer su vlasnici rijetko osobno boravili u Pazinu.  
Godine 1766. kaštel je za 240.000 forinti (florina) prodan Antoniju Laderchiju - Montecuccoliju i ostao u posjedu njegovih nasljednika sve do 1945. Propašću Mletačke Republike 1797. cijela je Istra, pa tako i Pazin, potpala pod habsburšku vlast, zatim je kratkotrajno bila u rukama Napoleonove Francuske, a onda opet vraćena Habsburškoj Monarhiji. U pazinsku su utvrdu 1918. godine došli Talijani, 1945. je uspostavljena jugoslavenska vlast, a od 1991. nalazi se u sklopu Republike Hrvatske. Danas su u njoj smješteni Muzej grada Pazina i Etnografski muzej Istre.

## Galerija
- Ulazna zidna metalna ploča s godinom prvog spomena pazinskog kaštela (983.)
- Na Valvasorovom prikazu Pazina iz 1679. g. ističe se kaštel s visokom branič-kulom
- Jugoistočni dio kompleksa pazinskog zamka
- Unutrašnje dvorište

## Vanjske poveznice
- Pazinski kaštel – spomenik kulture prve kategorije - smješten na vapnenačkom brežuljku iznad Pazinske jame
- Kaštel, nekadašnje sjedište Pazinske knežije, danas je dobro očuvan[neaktivna poveznica]
- Strateški položaj kaštela na važnim prometnim komunikacijama   Arhivirana inačica izvorne stranice od 27. listopada 2016. (Wayback Machine)
- Etnografski muzej Istre, smješten u kaštelu, ima fundus od 7500 predmeta  Arhivirana inačica izvorne stranice od 19. travnja 2021. (Wayback Machine)